# NATO Baltic Air Policing Mission Medal

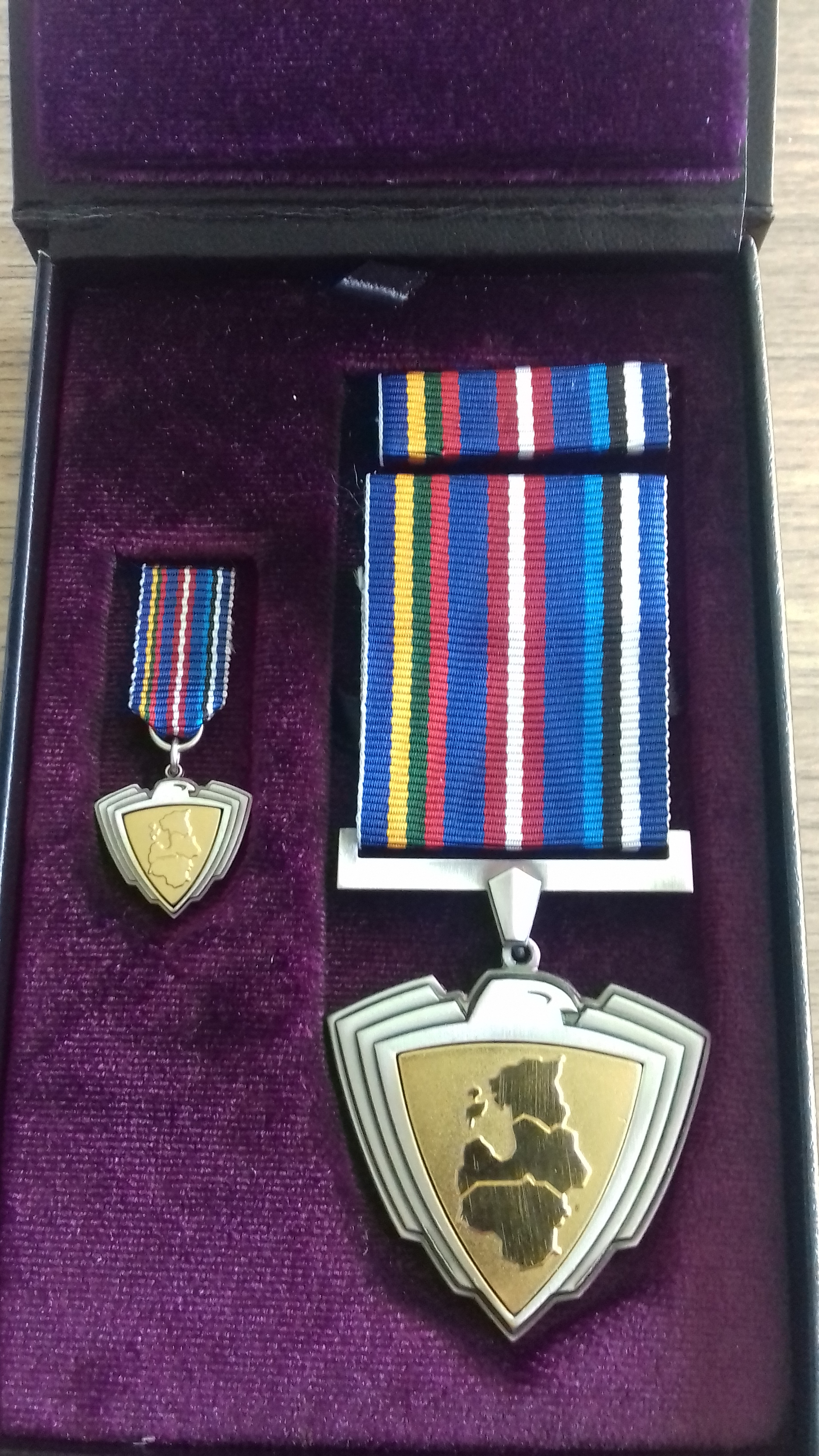
Baltic Air Policing Mission Medal met miniatuur medaille en baton in cassette

De NATO Baltic Air Policing Mission Medal is een medaille die in 2012 werd ingesteld door Litouwen, Letland en Estland om militairen en burgers te belonen die deelnemen aan de Baltic Air Policing-missie van de NAVO.
Men komt in aanmerking voor de medaille indien men 30 dagen (aaneengesloten of bij elkaar opgeteld) deelneemt aan één rotatie van de Baltic Air Policing missie. Een uitzondering is er voor de bemanning van de straaljagers, Deze komen direct in aanmerking voor de medaille als men één vlucht heeft gevlogen. Hiernaast kan de medaille ook bij overlijden, vermissing of verwonding toegekend worden  indien hier door de vereiste periode van 30 dagen niet is doorlopen. De medaille kan meerdere keren aan dezelfde persoon worden toegekend wanneer deze persoon tijdens een nieuwe rotatie wederom aan de eis van 30 dagen voldoet.
De Baltic Air Policing Mission Medal is een bijzondere medaille omdat het niet vaak voorkomt dat meerdere landen samen één onderscheiding in het leven roepen. Aangezien Nederland in 2017 is ingedeeld voor een derde deelname aan Baltic Air Policing-missie, zal deze medaille in de toekomst waarschijnlijk nog vaker worden toegekend aan Nederlanders. Het is hierdoor ook goed mogelijk dat de Nederlandse strijdkrachten in de toekomst militairen gaan zien met het cijfer 2 op hun Baltic Air Policing Mission-medaille. Door de eerder genoemde 30 dagen regeling komen diverse Nederlandse deelnemers aan de missie niet in aanmerking voor de medaille.

## Beschrijving
De medaille heeft de vorm van een driehoek met de punt omlaag. De medaille is 39 mm breed en 35 mm hoog en bestaat uit twee lagen:
- De eerste laag is staalkleurig, 2,5 mm dik en laat een gestileerde adelaar zien die met zijn vleugels de tweede laag, een goudkleurig schild van 0,5 mm dik, omvat.
- Op deze tweede laag is een gestileerde afbeelding zichtbaar van de omtrek van de landen Litouwen, Letland en Estland.

De gouden achtergrond is dof, de landen zijn glanzend afgebeeld. De achterzijde is glad en verzien van een nummer. Dit nummer komt overeen met het nummer op de oorkonde.Het lint is 36 mm breed en 40 mm lang in de kleur moiré blauw. Op het lint zijn met verticale strepen van 6 mm breed de vlaggen van Litouwen, Letland en Estland afgebeeld. Tussen de vlaggen is 4 mm ruimte en de vlaggen beginnen 3 mm uit de zijkant. De medaille is met behulp van een rechte hanger aan het lint, waaraan een hanger is bevestigd, verbonden aan een oog boven in de medaille.
Bij de medaille hoort een miniatuur die bij de uitreiking aan de ontvangers wordt verstrekt samen met een baton. De miniatuur is praktisch gelijk aan het groot model en verschilt naast het formaat alleen in de ophanging. De hanger ontbreekt en het lint zit door een ring. Deze ring is aan verbonden aan het oogje van de miniatuur medaille. De maten van het lint zijn 10 mm bij 21 mm en de medaille is 17mm bij 19 mm. De baton is 10 mm hoog en 32 mm breed, voor Nederlandse militairen is de baton in de geldende 27 bij 11 millimeter beschikbaar bij diverse bedrijven die medailles opmaakt. Op de medaille, miniatuur en baton kan, voor iedere volgende deelname aan de missie, een cijfer worden geplaatst. Het cijfer is geplaatst in een cirkel en is grijs , 8 mm hoog en 11 mm breed. De maten van het cijfer voor de miniatuur en baton zijn niet bekend.
Het geheel van medaille, miniatuur en baton wordt geleverd in een zwarte doos met erop een gouden gestileerde afbeelding van de medaille. De medaille is vervaardigd door de Firma Alpera in Vilnius, Litouwen en ontworpen door dhr. G. Reimeris.

## De oorkonde
Bij de medaille hoort een genummerde oorkonde. De oorkonde wordt namens de drie landen ondertekend door een geautoriseerde autoriteit van een van deze drie landen.

## Draagrecht en draagwijze
Door middel van een algemeen besluit van maart 2015 mag men de medaille aannemen en op uniform dragen. De medaille zal in de nieuwe draagwijzer onderscheidingen van Defensie helemaal achterin plaats krijgen achter de medailles van de VN, NAVO, (W)EU maar voor de Buitenlandse onderscheidingen.